# Venulo
Venulo (in latino Venulus) è un personaggio della mitologia romana, che appare nell'Eneide di Virgilio (libri 8 e 11) e nelle Metamorfosi di Ovidio.

## Il mito

### Le origini
Venulo è un giovane di Tivoli, suddito e araldo dei re Catillo e Cora, alleati di Turno nella guerra contro i Troiani di Enea sbarcato nel Lazio.

### La morte in guerra
Allo scoppio delle ostilità Venulo viene mandato come ambasciatore presso Diomede, l'eroe acheo tra i protagonisti della guerra di Troia, da poco trasferitosi nell'Italia Meridionale. Turno vorrebbe avere Diomede al suo fianco nel conflitto, ma Venulo, tornato nel Lazio, comunica all'esercito italico che il condottiero greco non se la sente di intervenire nuovamente contro i Troiani. Venulo quindi smette i panni dell'araldo per partecipare attivamente ai fatti bellici, con gli italici che hanno già subìto perdite pesantissime. Il destino si rivela avverso anche al giovane tiburtino, che mentre si trova in groppa al suo destriero viene improvvisamente assalito dalla cavalleria degli Etruschi alleati di Enea. Ed è il loro stesso capo, Tarconte, ad avventarsi su Venulo che dopo una lunga e disperata resistenza morirà.

## Venulo nell'arte
- La figura del giovane e sfortunato guerriero tiburtino è stata celebrata da Bartolomeo Pinelli nell'incisione Lotta tra Tarconte e Venulo.

### Fonti
- Virgilio, Eneide, libri 8 e 11.
- Ovidio, Metamorfosi.